# Дитрих IV фон Мандершайд
Дитрих IV фон Мандершайд (на немски: Dietrich IV von Manderscheid; * 14 август 1481; † 2 юли 1551) е граф на Мандершайд-Шлайден-Кроненбург (1501 – 1551).
Той е вторият син на граф Куно I фон Мандершайд-Шлайден (* 1444; † 24 юли 1489) и втората му съпруга Матилда/Мехтилд фон Вирнебург († сл. 1508), дъщеря на Вилхелм фон Вирнебург-Фалкенщайн († 1468/1469) и Франциска фон Родемахерн († 1483). По-големият му брат е граф Куно II фон Мандершайд-Шлайден († 1501).
Дитрих IV фон Мандершайд умира на 2 юли 1551 г. на 69 години и е погребан в Шлайден.

## Фамилия
Дитрих IV фон Мандершайд се жени през октомври 1506 г. за Маргарета фон Зомбрефе, фрау фон Керпен (1489 – 1518), вдовица на Хайнрих II, господар на Райхенщайн, цу Керпен-Рекхайм († 1506), дъщеря на Фридрих I фон Зомбрефе († 1488/1489), господар на Керпен, Грандлец, Томбург-Ландскрон, и Елизабет фон Нойенар († 1484). Те имат два сина:
- Дитрих V фон Мандершайд (* 30 март 1508; † 22 април 1560), граф на Мандершайд-Бланкенхайм, господар на Шлайден (1551 – 1560), Вирнебург, Зафенбург, Кроненбург-Нойербург, женен на 3 февруари 1532 г. (1534) за графиня Ерика фон Валдек-Айзенберг (* 19 март 1511; † 8 октомври 1560)
- Франц фон Мандершайд (* 24 януари 1514; † между 17 май 1548 – 2 септември 1549), господар на Керпен, Рекхайм-Каселбург, женен I. 1542 г. за Маргарета фон Марк († пр. 1543), II. между 1 февруари – 29 септември 1545 г. за Анна фон Изенбург-Ноймаген († 28 юли 1581)

Дитрих IV фон Мандершайд се жени втори път на 19 май 1533 г. в Люксембург за Елизабет де Ньофшател (* ок. 1485; † 20 ноември 1533), вдовица на граф Феликс фон Верденберг-Сарганс, ректор на университета във Фрайбург († 1530), дъщеря на Клод де Ньофшател († 1505) и Бонне фон Болхен († сл. 1518). Те нямат деца.